# Leiothrix sinuosa
Leiothrix sinuosa là một loài thực vật có hoa trong họ Eriocaulaceae. Loài này được Giul. mô tả khoa học đầu tiên năm 1988.